# Arnold Mühren
Arnold Johannes Hyacinthus Mühren (Volendam, Países Bajos, 2 de junio de 1951) es un exjugador de fútbol que comenzó su carrera en el equipo neerlandés del FC Volendam.

## Biografía
En 1971 Mühren fichó por el Ajax Ámsterdam y ganó su primer trofeo jugando con el FC Twente, en el que ganó la Copa KNVB, en 1977. Un año más tarde fichó por el Ipswich Town de Inglaterra por 150.000 libras y fue parte del exitoso equipo que ganó la Copa de la UEFA de 1981. En 1982 fichó por el Manchester United y al año siguiente se adjudicó la FA Cup marcando un penalti en la repetición de la final. En 1985 se fue del Manchester justo después de ganar la final de copa ante el Everton.
Retornó al Ajax en la temporada siguiente y en el año 1987 se adjudicó otro título europeo, la Recopa de Europa.
Con la Selección de fútbol de los Países Bajos disputó 23 encuentros en los que marcó tres goles, y ayudó al equipo a adjudicarse la Eurocopa de 1988 celebrada en Alemania.
El hermano mayor de Arnold, Gerrie Mühren ganó con el Ajax tres Copas de Europa en la época de los 70.

## Palmarés
- 1 Copa de Europa: 1973 (Ajax)
- 1 Supercopa de Europa: 1973 (Ajax)
- 1 Copa Intercontinental: 1972 (Ajax)
- 2 Ligas de los Países Bajos: 1972, 1973 (Ajax)
- 4 Copas de los Países Bajos: 1972, 1987, 1988 (Ajax) y 1977 (FC Twente)
- 1 Copa de la UEFA: 1981 (Ipswich Town)
- 2 FA Cup: 1983, 1985 (Manchester United)
- 1 Recopa de Europa: 1987 (Ajax)
- 1 Eurocopa de Naciones: 1988 (Selección Nacional)

- Datos: Q464107
- Multimedia: Arnold Mühren / Q464107